# Alfedena
Alfedena – miejscowość i gmina we Włoszech, w regionie Abruzja, w prowincji L’Aquila.
Według danych na rok 2004 gminę zamieszkiwało 718 osób, 17,9 os./km².